# Marcus Arruntius Frugi
Marcus Arruntius Frugi (vollständige Namensform Marcus Arruntius Marci filius Sergia Frugi) war ein im 2. Jahrhundert n. Chr. lebender Angehöriger des römischen Ritterstandes (Eques). Durch eine Inschrift, die auf 127/130 datiert wird, sind einzelne Stationen seiner Laufbahn bekannt.
Die militärische Laufbahn von Frugi bestand aus den für einen Angehörigen des Ritterstandes üblichen Tres militiae. Zunächst übernahm er als Präfekt die Leitung der Cohors III Ulpia Petraeorum, die in der Provinz Cappadocia stationiert war. Danach wurde er Tribunus militum in der Legio XIII Gemina, die in Dacia stationiert war. Als dritte Stufe folgte das Kommando als Präfekt einer Ala Parthorum sagittariorum.
Nach seiner militärischen Karriere übernahm Frugi zivile Funktionen in der Verwaltung. Möglicherweise war seine erste Aufgabe, einen Census in der Provinz Britannia durchzuführen (procuratori Augusti provinciae Britanniae ad census). Danach war er als Procurator Augusti in der Provinz Cilicia tätig; dieser Posten war mit einem Jahreseinkommen von 100.000 Sesterzen verbunden. Es folgte der Posten als Procurator Augusti für die Provinz Cappadocia und angrenzende Gebiete (provinciae Cappadociae et Armeniae minoris et Ponti mediterranei); dieser Posten war mit einem Jahreseinkommen von 200.000 Sesterzen verbunden.
Frugi war in der Tribus Sergia eingeschrieben. Er stammte wahrscheinlich aus Iconium, wo auch die Inschrift gefunden wurde.